# 中国足球协会女子超级联赛
中国足球协会女子超级联赛，简称中女超联赛，是中国足球协会主办的女子足球顶级联赛。
联赛于1997年创办，是当时中国足协对女子足球联赛职业化的一次尝试，但收效甚微，赛制由最初的主客场双循环制几经变化直至重回创办前的赛制。2011年，中女超联赛改为全国女子足球联赛。2015年，中国足协重启职业联赛探索，再度推出中女超联赛，恢复主客场双循环制。

## 历史
1997年，中国足协受到甲A联赛球市火爆影响，开始试行女足职业联赛，在专业体制内原有的全国女子足球联赛基础上设立中国女子足球超级联赛，全国女子足球联赛排名前列的队伍可参加超级联赛，超级联赛实行主客场双循环制，参赛球队可与企业共建，探索女足职业化道路。首届比赛有4支全国女子足球联赛优胜队伍参加，效果良好。
但由于女子足球运动竞技水平、观赏性低，中国女足联赛职业化困难，参赛球队少，企业赞助和电视转播计划也时常落空，中国足协为此常常改变中女超联赛赛制，缺乏稳定的规划思路。2003年，中国足协将联赛改为两阶段进行，采取南北分区循环赛后，同名次球队直接对决的赛制。2004年，赛制改为分区循环加分区前两名淘汰赛制。由于当年国家队有奥运会比赛，足协要求俱乐部保护国脚，同时为备战2007年女足世界杯和2008年奥运会，又要求每队只能最多上场5名25岁以上球员。中国女足兵败雅典奥运会后，中国足协决定在女足联赛实行升降级，将全国女子足球联赛变为超级联赛的下一级别，同时取消了对地方足协和女足俱乐部的补贴政策。2005年2月，足协称由于中超联赛缺少赞助和女足联赛受关注度较低，职业化效果不佳，为保证足协财务平衡，废止了超级联赛主客场制。2006年因国家队备战世界杯和奥运会，足协取消全国女子足球联赛，将2007年的联赛改为南北分区加总决赛形式。2011年2月，中国足协称中女超联赛名称名不副实，决定自行投资，将其改为全国女子足球联赛，并通过分站赛的形式重新试行主客场制。
2014年，中国足协宣称借鉴美国、韩国等女足联赛的经验，决定重新推出中女超联赛，继续职业化探索。2014年全国女子足球联赛的前八名参加2015年中女超联赛，后八名参加中国女子足球甲级联赛，升降级名额1.5个，第八名降级，第七名与中女甲联赛亚军进行升降级附加赛，并与乐视体育签署冠名赞助协议，由乐视负责宣传推广。足协还宣布自2016年起，中女超联赛俱乐部可以自主引入两名外援上场。2018年，由于天津汇森退出联赛，2017年联赛取消降级。升降级名额调整为1个，取消了附加赛。
由于乐视违约，2019年，中国足协与中国太平新签冠名赞助协议，宣布了女足联赛逐步扩军的计划，2025年中女超联赛扩军至16支球队，并在中超联赛准入要求上规定俱乐部必须拥有女足队伍参加联赛。

## 历届成绩
| 赛季 | 冠军             | 次数 | 亚军         | 季军         | 最佳射手               | 最佳运动员           | 最佳教练员                 |
| ---- | ---------------- | ---- | ------------ | ------------ | ---------------------- | -------------------- | -------------------------- |
| 1997 | 广东海印         | 1    | 上海远东     | 北京威克瑞   | 张桂莲（广东海印）     | 水庆霞（上海远东）   | 林思跃（广东海印）         |
| 1998 | 上海远东         | 1    | 北京城建     | 广东海印     | 孙雯（上海远东）       | 孙雯（上海远东）     | (资料暂缺)                 |
| 1999 | 北京城建         | 1    | 上海上视     | 广东海印     | 刘英（北京城建）       | (资料暂缺)           | 王海鸣（北京城建）         |
| 2000 | 上海上视         | 2    | 广东海印     | 北京城建     | (资料暂缺)             | (资料暂缺)           | (资料暂缺)                 |
| 2001 | 上海上视         | 3    | 广东海印     | 北京城建     | (资料暂缺)             | (资料暂缺)           | (资料暂缺)                 |
| 2002 | 北京城建         | 2    | 上海上视     | 广东海印     | (资料暂缺)             | (资料暂缺)           | (资料暂缺)                 |
| 2003 | 上海上视         | 4    | 北京城建     | 大连实德     | 韩端（大连实德）       | 白莉莉（上海上视）   | 林志桦（上海上视）         |
| 2004 | 上海上视         | 5    | 北京城建     | 大连实德     | 季婷（上海上视）       | 季婷（上海上视）     | 林志桦（上海上视）         |
| 2005 | 上海上视         | 6    | 天津汇森     | 北京城建     | 肖燕（上海上视）       | 潘丽娜（上海上视）   | 林志桦（上海上视）         |
| 2006 | 上海上视         | 7    | 天津汇森     | 大连实德     | 韩端（大连实德）       | 韩端（大连实德）     | 林志桦（上海上视）         |
| 2007 | 天津汇森         | 1    | 大连实德     | 上海上视     | 訾晶晶（天津汇森）     | 恩科沃查（天津汇森） | 张贵来（天津汇森）         |
| 2008 | 大连实德         | 1    | 江苏华泰     | 上海上视     | 尤佳（上海上视）       | 韩端（大连实德）     | 李锡财（大连实德）         |
| 2009 | 江苏华泰         | 1    | 北京兆泰     | 天津今晚传媒 | (资料暂缺)             | (资料暂缺)           | (资料暂缺)                 |
| 2010 | 上海上视         | 8    | 江苏华泰     | 大连实德     | 王一航（江苏华泰）     | 高燕（上海上视）     | 林志桦（上海上视）         |
| 2015 | 上海国泰君安永柏 | 9    | 大连骏丰     | 长春大众卓越 | 王珊珊（天津汇森）     | 马晓旭（大连权健）   | 水庆霞（上海国泰君安永柏） |
| 2016 | 大连权健         | 2    | 上海永柏长远 | 长春农商银行 | 马晓旭（大连权健）     | 马晓旭（大连权健）   | 水庆霞（上海永柏长远）     |
| 2017 | 大连权健         | 3    | 长春农商银行 | 江苏苏宁     | 艾斯萨特（大连权健）   | 王珊珊（天津汇森）   | 刘友（长春农商银行）       |
| 2018 | 大连权健         | 4    | 江苏苏宁     | 长春农商银行 | 塔比莎（江苏苏宁）     | 塔比莎（江苏苏宁）   | 刘麟（武汉车都江大）       |
| 2019 | 江苏苏宁         | 2    | 上海农商银行 | 长春农商银行 | 塔比莎（江苏苏宁）     |                      |                            |
| 2020 | 武汉车都江大     | 1    | 江苏苏宁     | 上海农商银行 | 班达（上海农商银行）   |                      |                            |
| 2021 | 武汉车都江大     | 2    | 江苏苏宁     | 上海农商银行 | 塔比莎（武汉车谷江大） |                      |                            |
| 2022 | 武汉车谷江大     | 3    | 江苏无锡女足 | 北京女足     | 特姆瓦（武汉车谷江大） |                      |                            |
| 2023 | 武汉车谷江大     | 4    | 上海农商银行 | 长春大众卓越 | 特姆瓦（武汉车谷江大） |                      |                            |
| 2024 | 武汉车谷江大     | 5    | 长春大众卓越 | 广东女足     | 袁丛（广东女足）       |                      |                            |

## 外部連結
- 中国足球协会女足官方网站 （页面存档备份，存于）
- 中国女足官方微博 （页面存档备份，存于）
- 中国足球联赛历史资料